# Vaxainville
Vaxainville – miejscowość i gmina we Francji, w regionie Grand Est, w departamencie Meurthe i Mozela.
Według danych na rok 1990 gminę zamieszkiwało 68 osób, a gęstość zaludnienia wynosiła 19 osób/km² (wśród 2335 gmin Lotaryngii Vaxainville plasuje się na 977. miejscu pod względem liczby ludności, natomiast pod względem powierzchni na miejscu 1130.).